# برتران دي غيكلان
برتران دي غيكلان (حوالي 1320- 13 يوليو 1380)؛ الملقب بـ «نسر برطاني» أو «الكلب بروسيلياند الأسود»، كان فارسًا برطونيًا وقائدًا عسكريًا مهمًا تحت الحكم الفرنسي خلال حرب المئة عام، أصبح منذ عام 1370 حتى وفاته كندسطبل فرنسا خلال عهد الملك شارل الخامس، ومعروف باستخدام استراتيجية فابيان، شارك في سبع معارك ضارية وانتصر في خمس منها حين تولى القيادة.

## أصوله
ولد برتران دي غيكلان في موت-برون بالقرب من دينان الواقعة في منطقة برطانية، هو الابن البكر لروبير دي غيكلان وجان دو مالمان، تاريخ ميلاده غير معروف ولكن يعتقد أنه كان في وقت ما في عام 1320، كانت عائلته من طبقة صغيرة من نبلاء برطون حكام برون، كانت لغته الأم الغالو، وهي إحدى لغات الأويل.
ربما تكون عائلة برتران قد ادعت النسب من أكين، الملك المسلم الأسطوري لبجاية في إفريقيا (يخلط الفايكنج في الواقع بين المسلمين والعرب والنورمان ويعتبرون أن أصول أكين في البلاد الشمالية) وهي فكرة مأخوذة من حكاية أكين، أغنية بطولة فرنسية من القرن الثالث عشر.

## مسيرته المهنية

### برطانية
خدم في البداية شارل دو بلوا أثناء حرب الخلافة البريطونية (1341-1364)؛ كان شارل مدعومًا من التاج الفرنسي، بينما كان عدوه جان دو مونفور ‏ متحالفًا مع إنجلترا.
حصل دي غيكلان على لقب فارس عام 1354 أثناء خدمته مع أرنول دودريهم ‏، بعد مواجهة غارة قام بها هيو كالفيلي على قلعة مونتموران. في الفترة بين 1356-1357، دافع دي غيكلان بنجاح عن رين ضد حصار برطوني إنجليزي قام به هنري غروسمونت، مستخدمًا تكتيكات حرب العصابات، قتل أثناء الحصار الفارس الإنجليزي ويليام بامبورو الذي تحداه في مبارزة.
ساعدت مقاومة دي غيكلان في استعادة الروح المعنوية البرطونية الفرنسية بعد معركة بواتييه، ولفت دي غيكلان انتباه الدوفين شارل.
عندما أصبح ملكًا في عام 1364، أرسل شارل دي غيكلان للتعامل مع شارل الثاني ملك نافارا، الذي كان يأمل أن يظفر بدوقية برغونية، كان شارل يأمل في منحها لأخيه فيليب، وفي 16 مايو واجه جيش إنجليزي نافاري تحت قيادة جان دي غرايلي، كابتال دي بوش في كوتشيريل وأثبت قدرته في معركة ضارية هزم فيها العدو. أجبر هذا الانتصار شارل الثاني على عقد صلح جديد مع الملك الفرنسي، ومنح برغونية لفيليب.
في 29 سبتمبر 1364 وخلال معركة أوراي، هزم جيش شارل بلوا ساحق على يد جان الرابع، دوق بريتاني والقوات الإنجليزية تحت قيادة السير جون تشاندوس. قتل دي بلوا أثناء القتال، لتكون تلك نهاية مطالبات فصيل بنثيفر في بريتاني. بعد مقاومته الشجاعة، كسر دي غيكلان أسلحته للدلالة على استسلامه. تم القبض عليه وأعيد بفدية إلى شارل الخامس مقابل 100 ألف فرنك.

### الخدمة في قشتالة
في عام 1366 أقنع برتران قادة «سريات الجيش الحرة»؛ الذين كانوا ينهبون فرنسا بعد معاهدة بريتيني، بالانضمام إليه في حملة إلى قشتالة لمساعدة الكونت هنري تراستامارا ضد بيدرو الأول ملك قشتالة، وفي عام 1366 استولى دي غيكلان، مع غيوم بواتيل، رفيقه المخلص وزعيم طليعة جيشه، على العديد من الحصون (ماغايون، وبرايفايسكا وأخيرا العاصمة برغش).
بعد تتويج هنري في برغش، أعلن برتران خليفته ليكون كونت تراستامارا وتوجه ملكًا على غرناطة، رغم أنها لم يكن قد تم استعادة تلك المملكة بعد من بني نصر. يجب أن يكون تاريخ ترقية برتران حدث ذلك في برغش بين 16 مارس و5 أبريل 1366، 2004
مع ذلك هُزم جيش هنري في عام 1367 على يد قوات بيدرو، التي كان يقودها حينها إدوارد الأمير الأسود، في معركة ناجرة. تم القبض على دي غيكلان مرة أخرى، ودفع شارل الخامس فديته مرة أخرى، حيث اعتبر أنه لا يقدر بثمن، من ناحية ثانية عانى الجيش الإنجليزي بشدة خلال المعركة حيث مات أربعة جنود إنجليز من أصل كل خمسة خلال الحملة القشتالية، وسرعان ما سحب الأمير الأسود الذي أصيب بالزحار، دعمه لبيدرو.
جدد دي غيكلان وهنري من تراستامارا الهجوم، وهزموا بيدرو في معركة مونتيل الحاسمة (1369).
بعد المعركة فر بيدرو نحو القلعة في مونتيل، ومن هناك أجرى اتصالات مع دي غيكلان، الذي كان جيشه يعسكر في الخارج، قام بيدرو برشوته للمساعدة في الهروب، وافق دي غيكلان ولكنه أخبر هنري بذلك والذي وعده بمزيد من الأموال والأراضي إذا كان سيقود بيدرو فقط إلى خيمته، وبمجرد وصوله إلى هناك بدأت اتهامات متقاطعة بينهما بعدم الشرعية، بدأ الأخوان غير الشقيقين في شجار حتى الموت، وهناك اشتبك الأخوان في قتال بالسكاكين، وفي لحظة كاد بيدرو يظفر بخصمه، ولكن دو غِكلان الذي بقي ساكنًا حتى تلك اللحظة أمسك بكاحل بيدرو وقلبه على ظهره، مما أتاح لإنريكي أن يطعنه ويقتله. أثناء وجود بيدرو على الأرض، زُعم أن دي غيكلان قال (أنا لا أزيل ولا أضع ملكًا، لكنني أساعد مولاي)، والتي أصبحت منذ تلك اللحظة عبارة شائعة في الإسبانية.
أصبح برتران دوق مولينا، وتم أبرم التحالف الفرنسي القشتالي.

### كندسطبل فرنسا
مع تجدد الحرب مرة أُخرى ضد الإنجليز عام 1369، استُدعي دو غِكلان إلى فرنسا، حيث قرر شارل الخامس تعيينه كندسطبل فرنسا، أي القائد العام للجيوش، ورغم أن هذا المنصب كان يُمنح عادةً لنبلاء رفيعي المقام، اختار شارل دو غِكلان نظرًا لكفاءته العسكرية الفذة، ولكن دو غِكلان واجه صعوبات في إقناع النبلاء بخدمته، واعتمد أساسًا على فرقته الخاصة من المحاربين.2009
تم ثبيته رسميًا بمنصبه يوم 2 أكتوبر 1370.
سرعان ما هزم فلول الجيش الإنجليزي الذي قاده روبرت نولز في معركة بونتفالان، ثم أعاد السيطرة على بواتو وسانتونيج، مما أجبر الأمير الأسود على مغادرة فرنسا، وفي 1372 دمر الأسطول الفرنسي-القشتالي الأسطول الإنجليزي في معركة لاروشيل، حيث أُسر أكثر من 400 فارس و8000 جندي، وبعدما بسط السيطرة على القنال الإنجليزي، شن دو غِكلان غارات ساحقة على السواحل البريطانية، ردًا على غارات الإنجليز على الأراضي الفرنسية، واصل دو غِكلان القتال في برطانية حتى 1374، وانتصر في معركة شِزيه (1373)؛ لكنه لم يوافق على مصادرة شارل الخامس لبرطانية عام 1378، وخاض حملة فاتر الحماس لإخضاع الدوقية المستقلة.

### الوفاة والدفن
كان دو غِكلان قائداً بارعًا ومخلصًا ومنضبطًا، وقد أعاد السيطرة الفرنسية على مناطق واسعة من أراضيها، توفي خلال حملة عسكرية في لانغدوك يوم 13 يوليو 1380، دُفن في بازيليكا سان دوني في ضريح ملوك فرنسا، والذي نُهب خلال الثورة الفرنسية، وأما قلبه فقد حُفظ في بازيليكا سان سوفور في دينان.

## السمعة اللاحقة
نظرًا لولائه لفرنسا، اعتبره القوميون البرطون خلال القرن العشرين خائنًا لبرطانية، خلال الحرب العالمية الثانية دمرت حركة العمال القوميين الاجتماعيين البرطونيين الموالية لألمانيا النازية تمثالاً له في رين.
وفي عام 1977 فجر جبهة تحرير برطانية تمثالاً آخر له في برون.
ظهر برتران دو غِكلان كشخصية في رواية آرثر كونان دويل التاريخية "الفرقة البيضاء" (1891)، حيث يلتقي به الأبطال لأول مرة في الفصل 24، ويعود للظهور في الفصل 28.
كما كان شخصية محورية في ثلاثية الروائية الهولندية ثيا بيكمان بعنوان "امنحني الفضاء"، والتي نُشر أول أجزائها عام 1976، وتحكي عن شابة فلمنكية تلتقي دو غِكلان عام 1353، ثم تصبح تروفيرة في قصره عام 1354 بعد معركة مونموران.